# Robert Somercotes
Robert Somercotes (Somercotes, ... – Roma, 26 settembre 1241) è stato un cardinale inglese.

## Biografia
Nato a Somercotes, nel Lincolnshire, era imparentato con la famiglia Foliot, che aveva già dato alcuni vescovi alla chiesa. Robert iniziò i propri studi di teologia a Parigi, per poi concluderli a Bologna. Ricevette la sua prima promozione in una chiesa di Croydon dalle mani di Stephen Langton, arcivescovo di Canterbury. Ricevette commende nel Kent e Norfolk e fu probabilmente cappellano o confessore del re Enrico III d'Inghilterra verso il 1235. Successivamente entrò a far parte della Curia romana e vi rimase per il resto della vita. Subdiacono apostolico nel 1236; il 23 maggio dello stesso anno gli fu data la possibilità di ricevere altri benefici ecclesiastici. Uditore di leteræ contradictæ nel 1238.
Fu creato cardinale-diacono di Sant'Eustachio nel concistoro del 18 settembre 1239. Sottoscrisse le bolle papali emesse tra il 15 aprile 1239 e il 29 maggio 1240. Durante il 1239 optò per l'ordine dei cardinal-presbisteri e ricevetter il titolo di San Crisogono. È ricordato per aver pesantemente rimproverato Simone di Cantalupo, un nobile normanno che aveva accusato gli inglesi di malafede. Grazie al suo intervento, Aimone da Faversham riuscì ad ottenere un'udienza dal papa per la sua causa contro fratello Elia nel 1239. Quando l'imperatore Federico II giunse a minacciare Roma nel 1241, il cardinale Somercotes fu uno dei pochi rimasti con il papa in città.
Partecipò all'elezione papale del 1241, in cui fu eletto papa Celestino IV, ma morì a Roma il 26 settembre 1241, durante la sede vacante, forse per avvelenamento, e fu sepolto nella basilica di San Crisogono.